# Понедельник (фильм)
«Понедельник» (англ. Monday) — драматический фильм 2020 года с Себастианом Стэном и Дениз Гоф в главных ролях.
Мировая премьера состоялась 11 сентября 2020 года на кинофестивале в Торонто. В США фильм был выпущен 16 апреля 2021 года дистрибьютором IFC Films.

## Синопсис
Однажды жаркой летней ночью в Афинах Микки знакомится с Хлоей, и притяжение между парой сразу становится ощутимым, да настолько, что, прежде чем они это осознают, они просыпаются голыми на пляже в субботу утром.

## В ролях
- Себастиан Стэн — Микки
- Дениз Гоф — Хлоя
- Доминик Типпер — Бастиан
- Вангелис Мурикис — Такис
- Андреас Константину — Христос
- Силлас Цумеркас — Манос
- София Коккали — Стефани

## Производство
В августе 2018 года было объявлено, что Себастиан Стэн и Дениз Гоф снимутся в фильме, а Аргирис Пападимитропулос и Роб Хэйес написали сценарий.

## Прокат
Мировая премьера фильма состоялась 11 сентября 2020 года на международном кинофестивале в Торонто в рамках конкурса TIFF Industry Selects. Изначально она должна была состояться на кинофестивале «Трайбека» 15 апреля 2020 года, однако фестиваль был отложен из-за пандемии COVID-19. В феврале 2021 года IFC Films приобрела права на распространение фильма в США и назначила его выпуск 16 апреля 2021 года.

## Отзывы
На сайте-агрегаторе рецензий Rotten Tomatoes фильм имеет рейтинг 50 % со средней оценкой 5,5 из 10 на основе 60 отзывов. На другом сайте, Metacritic, фильм имеет оценку 57 из 100 на основе 23 отзывов.
На сайте Screen Rant фильму выдали оценку 2 из 5 звёзд и написали, что «„Понедельник“ продвигается вперёд после сильного старта и не заинтересован в изучении или развитии своих персонажей как по отдельности, так и в паре».
В «Бостон Глоб» написали, что «как бы ни старались актёры, они не могут заставить нас переживать персонажам, которые в первую очередь определяются своими паршивыми решениями и которым не хватает искры, чтобы приблизить нас к их пламени».
Джон Андерсон из «Уолл-стрит джорнэл» написал, что «в „Понедельнике“ действительно есть понедельник, такой, который даёт приглушённый треск иронии, комедии и зарождающейся трагедии в конце фильма, в котором каждый второй день был пятницей».
На сайте Decider написали, что «безупречная летняя атмосфера и искромётная химия между романтическими замыслами» фильма «делают его более чем достойным Вашего времени».
В Slant Magazine фильму дали оценку 1,5 из 4 звёзд и написали, что «в конечном итоге фильм не может преодолеть приземлённость своего простого, слишком знакомого сценария».
Питер Брэдшоу из «Гардиан» оценил фильм в 2 из 5 звёзд и заявил, что у него «не было впечатления настоящей связи между двумя звёздами», что «никакой химии не было».